# Cinquenta Bíblias de Constantino
Cinquenta Bíblias de Constantino foram Bíblias em grego koiné encomendadas em 331 pelo imperador romano Constantino e preparadas por Eusébio de Cesareia. Elas foram encomendadas para uso do bispo de Constantinopla nas numerosas igrejas da cidade. Eusébio citou a carta de encomenda em sua "Vida de Constantino", a única fonte conhecida que atesta a existência destes manuscritos.

## Cânone bíblico
Diversos autores já especularam que esta encomenda tenha sido a motivação por trás do desenvolvimento das listas canônicas e que o Codex Vaticanus e o Codex Sinaiticus são possíveis exemplares sobreviventes destas bíblias. Não há evidências entre os registros do Primeiro Concílio de Niceia de qualquer determinação de um cânone específico, mas Jerônimo, em sua obra "Prólogo a Judite", afirma que o Livro de Judite foi "determinado pelo Concílio como um dos que deveriam ser contados entre os livros das Sagradas Escrituras". É fato, porém, que esta declaração não aparece nos registros do concílio e é incerto se Jerônimo está se referindo à utilização do livro nas discussões do concílio ou se ele foi levado ao erro por alguma lista canônica espúria atribuída ao concílio.

## Encomenda
Citando Eusébio:
| “ | Creio ser expediente instruir vossa Prudência a encomendar cinquenta cópias das Sagradas Escrituras, da necessidade e do uso das quais sabes da necessidade para instrução da Igreja, a serem escritas em pergaminho preparado, de forma legível e em uma forma conveniente e portátil, por escribas profissionais com muita prática em sua arte. Esta foi a ordem do imperador, que foi posta em prática pela imediata execução do trabalho em si, que enviamos a ele em volumes magníficos e bem trabalhados "encadernados de forma tripla ou quarta". | ” |
|   | — Eusébio de Cesareia, Vita Constantini IV.36-37. |   |

A frase em destaque está traduzida da forma habitual (indicando a quantidade de fólios por caderno), mas há outras possibilidades por que a frase grega "ἐν πολυτελῶς ἠσκημένοις τεύχεσιν τρισσὰ καὶ τετρασσὰ διαπεμψάντων ἡμῶν" pode ter significados distintos:
- "Três ou quatro códices foram preparados por vez" (Kirsopp Lake e Bernard de Montfaucon);
- "Os códices foram enviados em três ou quatro lotes" (F. A. Heinichen);
- "Códices foram preparados com três ou quatro fólios" (Scrivener);
- "O texto foi escrito em três ou quatro colunas [por página]" (Tischendorf, Gebhardt, Gregory, Kirsopp Lake);
- "Os códices foram enviados em trios ou quadras" (Gregory);
- "Alguns códices continham três evangelhos (sinóticos), mas outros incluíam os quatro (incluindo João)" (Eduard Schwartz).

Atanásio de Alexandria fez referência a outra encomenda de manuscritos bíblicos: "Enviei-lhe volumes contendo as Sagradas Escrituras, que ele havia encomendado a mim". É possível que Atanásio tenha recebido este pedido entre 337 e 339.

## Codex SinaiticuseVaticanus
Constantin von Tischendorf, descobridor do Codex Sinaiticus, acreditava que ele e o Codex Vaticanus eram exemplares destas cinquenta bíblias preparadas por Eusébio em Cesareia Marítima. Segundo ele, os dois códices foram escritos com três (Vaticanus) ou quatro (Sinaiticus) colunas por página, a interpretação que ele propôs para o texto de Eusébio. Esta hipótese recebeu o apoio de Pierre Batiffol.
Scrivener rejeitou a hipótese por causa das diferenças entre os dois manuscritos. No Sinaiticus, o texto dos evangelhos está dividido de acordo com as seções amonianas com referências aos cânones eusebianos, mas o Vaticanus utilizou um sistema de divisões mais antigo. Vaticanus foi preparado num formato de cinco fólios em um caderno, enquanto que o Sinaiticus tinha 8 fólios. Segundo Scrivener, as bíblias de Constantino tinha três ou quatro fólios por caderno, também em acordo com sua interpretação do texto de Eusébio (seguindo a versão em latim de Valésio). Scrivener afirmou que o texto de Eusébio é pouco claro e não deve ser utilizado como base para uma teoria duvidosa.
Westcott e Hort lembram que a ordem dos livros da Bíblia na lista eusebiana de livros canônicos, citada por ele em sua "História Eclesiástica" (III, 25) é diferente nos dois manuscritos e, por isso, afirmam que provavelmente nenhuma das cinquenta cópias sobreviveu. Caspar René Gregory acreditava que Vaticanus e Sinaiticus teriam sido escritos em Cesareia e que podem ter sido parte das cinquenta bíblias constantinianas. Segundo Victor Gardthausen, Sinaiticus é pelo menos cinquenta anos mais novo que Vaticanus, refutando portanto esta tese.
Kirsopp Lake afirma que a leitura "cópias de três e quatro colunas" do texto de Eusébio é gramaticalmente correta, mas que não há boas evidências para este uso técnico das palavras. "Enviá-las em trios ou quadras" é uma leitura mais atrativa, mas não há evidências de que "τρισσα" possa significar "três por vez". Sobre "em três ou quatro colunas por página", há apenas um manuscrito conhecido escrito desta forma, o Codex Sinaiticus. Este mesmo códice apresenta uma curiosa soletração da palavra "κραβαττος" como "κραβακτος"; ele também soletra "Ισραηλειτης" como "Ισδραηλειτης" (em Vaticanus aparece "Ιστραηλειτης"); todas estas formas são hoje consideradas como latim e são encontradas em papiros oriundos do Egito romano (e de nenhum outro lugar). Por isso, segundo Lake, a tese da origem em Cesareia é muito mais fraca que a da origem egípcia.
Segundo Heinrich Schumacher, Eusébio preparou cinquenta lecionários e não Bíblias. Skeat defende que Sinaiticus foi a primeira tentativa de se produzir uma Bíblia completa para cumprir a ordem de Constantino, mas foi abandonado antes de ser completado em prol de uma forma mais compacta (e teria permanecido incompleto em Cesareia até o século VI, quando o trabalho foi retomado) enquanto que Vaticanus seria uma das cinquenta bíblias de fato entregues em Constantinopla.
Finalmente, Kurt Aland, Bruce M. Metzger e Bart D. Ehrman duvidam que Sinaiticus e Vaticanus tenham sido copiados por ordem de Eusébio por encomenda de Constantino.